# Honda Legend
El Honda Legend es un automóvil de turismo del segmento E realizado por el fabricante japonés Honda Motor Co., Ltd. desde el año 1985. Es el primer modelo de la marca de lujo Acura en Estados Unidos.
En América del Norte, la primera y la segunda generación del Legend se conocen como el Acura Legend, y las dos siguientes como el Acura RL. La segunda generación del Legend también la fabricó GM Daewoo en Corea del Sur de 1993 a 2000 bajo el nombre de Daewoo Arcadia, principalmente para el mercado local.  En México se comercializa desde 2005 como Acura RL.

## Primera generación (1985-1989)
La primera generación del Legend se fabricó desde 1985 hasta 1989, inicialmente con carrocería sedán de cuatro puertas y luego también como cupé de dos puertas. Es un proyecto desarrollado en conjunto con el Grupo Austin Rover, por lo que un modelo muy similar se vendió como Rover 800. Los dos motores son gasolina de seis cilindros en V: un 2.5 litros de 155 CV, y un 2.7 litros de 177 CV.

## Segunda generación (1990-1996)
El modelo de segunda generación se introdujo el 24 de octubre de 1990 y continuó ofreciendo tanto un sedán como un coupé. En Japón, esta Legend también era conocida como la "Super Legend" debido al motor 3.2 C32A mucho más grande, que ahora era el único motor ofrecido en la Legend. El motor Tipo I tenía una potencia nominal de 215 PS (158.1 kW; 212.1 bhp) y la Tipo II tenía una potencia nominal de 235 PS (172.8 kW; 231.8 CV) y se incluyó con el sistema de turismo. Esta Legend se benefició de gran parte de la investigación y las pruebas realizadas para el nuevo auto deportivo Honda de alto rendimiento, el Honda NSX, y la Legend se utilizó como plataforma de prueba para las nuevas tecnologías e investigación de NSX. Honda introdujo una bolsa de aire del lado del pasajero en este modelo y usó pruebas de colisión compensadas para mejorar el rendimiento y la seguridad de la colisión.
Las designaciones de nivel de ajuste se cambiaron a "Alfa" para el vehículo de nivel superior y "Beta" para el grado inferior. No se ofrecieron otros niveles de equipamiento. El "Alpha" estaba muy bien equipado, con tapicería de moqueta ABS, de cuero o 100% lana, faros de haz de proyector y aire acondicionado de doble zona.
A la base de clientes atendida por la primera generación, un poco más pequeña, Legend se le ofreció la serie CB5 Honda Vigor y Honda Inspire, completamente renovadas, que se venden en diferentes puntos de venta minorista de Honda en Japón, Clio y Honda Verno. La práctica comercial de ofrecer la leyenda de la generación anterior en dos tamaños para que pudiera cumplir con las regulaciones japonesas de dimensión y desplazamiento del motor se cedió a Inspire y Vigor, donde ambos vehículos se ofrecieron en dos versiones para cumplir con las regulaciones y la oferta. Compradores japoneses con más opciones. La instalación del motor más grande de 3.2 litros obligó a los compradores japoneses a obtener mayores cantidades de impuestos anuales sobre la carretera en comparación con los motores más pequeños de la generación anterior.
La versión del mercado nacional japonés de la Legend de 1990 (2ª generación) fue el segundo vehículo que se ofreció con un sistema de navegación llamado Electro Gyrocator (el primero fue el Honda Accord y el Vigor de 1981), aunque no estaba basado en satélites y en cambio dependía de un gas. Giroscopio (sistema de navegación inercial). El 29 de septiembre de 1992 vio una actualización a la versión "Alpha", llamada Touring Series, que agregó el sistema de suspensión Honda Progressive Damper, e incluyó calibradores mejorados para los frenos de disco delanteros y traseros, y aumentó el tamaño de la rueda a 16 pulgadas. Se agregó un sistema de sonido premium de Luxman a la lista de opciones. El departamento de policía de la prefectura de Aomori utilizó sedanes "Beta" con el motor Tipo II para el monitoreo del tráfico.

## Tercera generación (1996-2004)
La tercera generación del Legend (KA9) se estrenó en 1996. De nuevo, se ofrecía un único motor: un V6 de 3.5 litros que desarrollaba 210 o 225 CV. La variante cupé no se ofreció en esta generación. Este Legend recibió una reestilización profunda para la línea 1999.

## Cuarta generación (2004-2012)
La cuarta generación del Legend (KB1) se lanzó el 7 de octubre de 2004, y se fue nombrada en el Automóvil del Año en Japón en 2004-2005. Su motor era un gasolina V6 de 3.5 litros y 300 CV (296 hp/221 kW) y un sistema de visión nocturna para detectar peatones. Por primera vez, se agregó un sistema de tracción a las cuatro ruedas como opcional.
En la prueba de choque del año 2007 en Euroncap Adulto 53, Infantil 40, Peatones 22 y 5 estrellas.